# Natalie Maines
Natalie Maines, född 14 oktober 1974 i Lubbock, Texas, är en amerikansk sångerska och låtskrivare, medlem i countrygruppen Dixie Chicks, i vilken hon ersatte den tidigare sångerskan Laura Lynch.
Maines skapade stor kontrovers då hon vid en Dixie Chicks-konsert i mars 2003 sade att de skämdes över att USA:s president kom från Texas. Detta med anledning av George W Bushs förberedelser att påbörja Irakkriget. Uttalandet ledde till att Dixie Chicks låtar slutade spelas av flera amerikanska radiostationer och även till dödshot mot Maines.
Vid sidan av Dixie Chicks har hon bland annat sjungit duetten Too Far from Texas med Stevie Nicks på Nicks skiva Trouble in Shangri-La (2001).  
Natalie Maines är dotter till musikproducenten och multi-instrumentalisten Lloyd Maines.

## Diskografi
Soloalbum
- 2013 – Mother

Singlar
- 2011 – "God Only Knows"
- 2012 – "Golden State (Live)" (med Eddie Vedder)
- 2013 – "Without You" (promo)